# 技术接受模型
技术接受模型（Technology Acceptance Model，简称TAM，又称科技接受模型）是由美国学者戴维斯（Fred D. Davis, 1986）根据理性行为理论（Theory of Reasoned Action，简称TRA）在信息系统/计算机技术领域发展而来，用于解释和预测人们对信息技术的接受程度。

## 概述
技术接受模型主张,人对信息科技的使用受其行为意图的影响，用来探讨外部因素对使用者的内部信念（beliefs）、态度（attitudes）及意向（intentions）的影响，两者进而影响信息系统使用的情况（Davis, 1989）。该理论认为，当用户面对一个新的技术时，感知有用性和感知易用性是两个主要的决定因素，如下图所示。

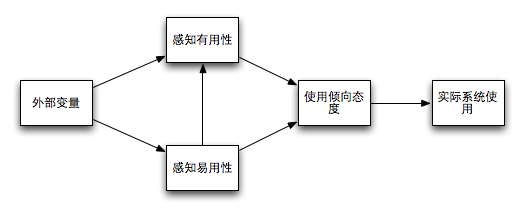
技术接受模型

1、感知易用性（Perceived ease-of-use，简称PEOU）：用户在使用某一特定系统时，认为能為其省事減少用心費神的程度。
2、感知有用性（Perceived usefulness，简称PU）：用户在使用某一特定系统时，主观上认为其所带来的工作绩效的提升程度。
用户的感知易用性越高，其使用态度倾向越积极。同时用户的感知易用性越高，其感知有用性也越大。